# Igreja de São Pedro (Vila Real)
A Igreja de São Pedro localiza-se em Vila Real, Portugal. A sua construção iniciou-se em meados do século XVII embora a Paróquia de São Pedro tenha sido instituída em 1528 para acomodar a população que vivia fora das muralhas da Vila Velha.

## História
Em 1528 foi criada a nova paróquia de São Pedro, a primeira extra-muros, que se instalou primitivamente na Capela de São Nicolau, tendo sido estipulado que a Irmandade do Santíssimo da nova paróquia ficasse submetida à de São Dinis, que aprovava os seus gastos e eleições. Nesse mesmo ano deu-se início à construção da primitiva igreja, por iniciativa de D. Pedro de Castro.
Em 1599, um testamento de Leonor Taveira lega à Irmandade do Santíssimo um almude de azeite por ano para a lâmpada do altar
Durante os séculos XVI e XVII, disposições testamentárias de Martinho Álvares Rebelo criam uma capela no altar-mor, com a obrigação de missas semanais, para o que vinculou certos bens, tendo sido neste período que se terá iniciado a construção da atual igreja.
A 18 de julho de 1612, o Padre Pantaleão Correia instituiu a capela com a obrigação de missas perpétuas, no altar das Almas
Em 1618 a Confraria do Santo Nome de Jesus transforma-se em irmandade, com estatutos próprios, tendo cerca de 250 irmãos
Em 1680, o monte a norte da Igreja encontrava-se arborizado, onde surgiam as Capelas de São Sebastião (a este), Santo António (a oeste) e no meio a do Bom Jesus do Calvário, onde terminava a Via Sacra.
O revestimento azulejar da capela-mor está datado de 1692, o qual foi mandado executar por Domingos Botelho da Fonseca Machado, cavaleiro professo da Ordem de Cristo.
Em 1711 dá-se a ampliação do templo, construção da nova fachada e torres, feitura dos arcos e respectivos retábulos laterais, e arco do baptistério, com o patrocínio de José Moutinho de Aguiar, juíz da igreja, e várias esmolas da população.
Em 1714 é assinado um contrato com o carpinteiro Filipe da Costa, de Vila Real, para fazer o forro da nave da igreja, com 3 carreiras de painéis, cada uma com 5 caixotões.
Em 1716 é assinado um contrato com o entalhador Manuel Vieira, de Felgueiras, para fazer o apainelado da capela-mor e o conserto do retábulo-mor. O apainelado levaria 30 painéis, "todos cobertos de talha, com seus frisos, florões e rompantes tudo entalhado".
A 30 de novembro de 1719, o Padre João Lourenço e a irmã Maria Rebelo instituíram uma capela no altar da Graça, com a obrigação de 105 missas anuais, nomeando para capelão e administrador da mesma o Padre Boaventura Dias.
Em 1720 foram construído os muros do adro e duas grandes escadas a norte, que subiam para o Monte Calvário. Foi ainda construída uma varanda de ferro a todo o comprimento da fachada principal (virada a sul), com outras duas escadas juntas e pátio no cimo delas. 
A 17 de agosto de 1774, o arcebispo de Braga autoriza a instalação da Irmandade de Nossa Senhora do Carmo nesta igreja. 
O retábulo atualmente dedicado ao Sagrado Coração de Jesus, proveniente, em data incerta, da Capela de São Sebastião é restaurado em 1831.
Em 1840, o retábulo-mor foi substituído, por estar podre, vendendo-se o lampadário de prata para custear a nova estrutura.

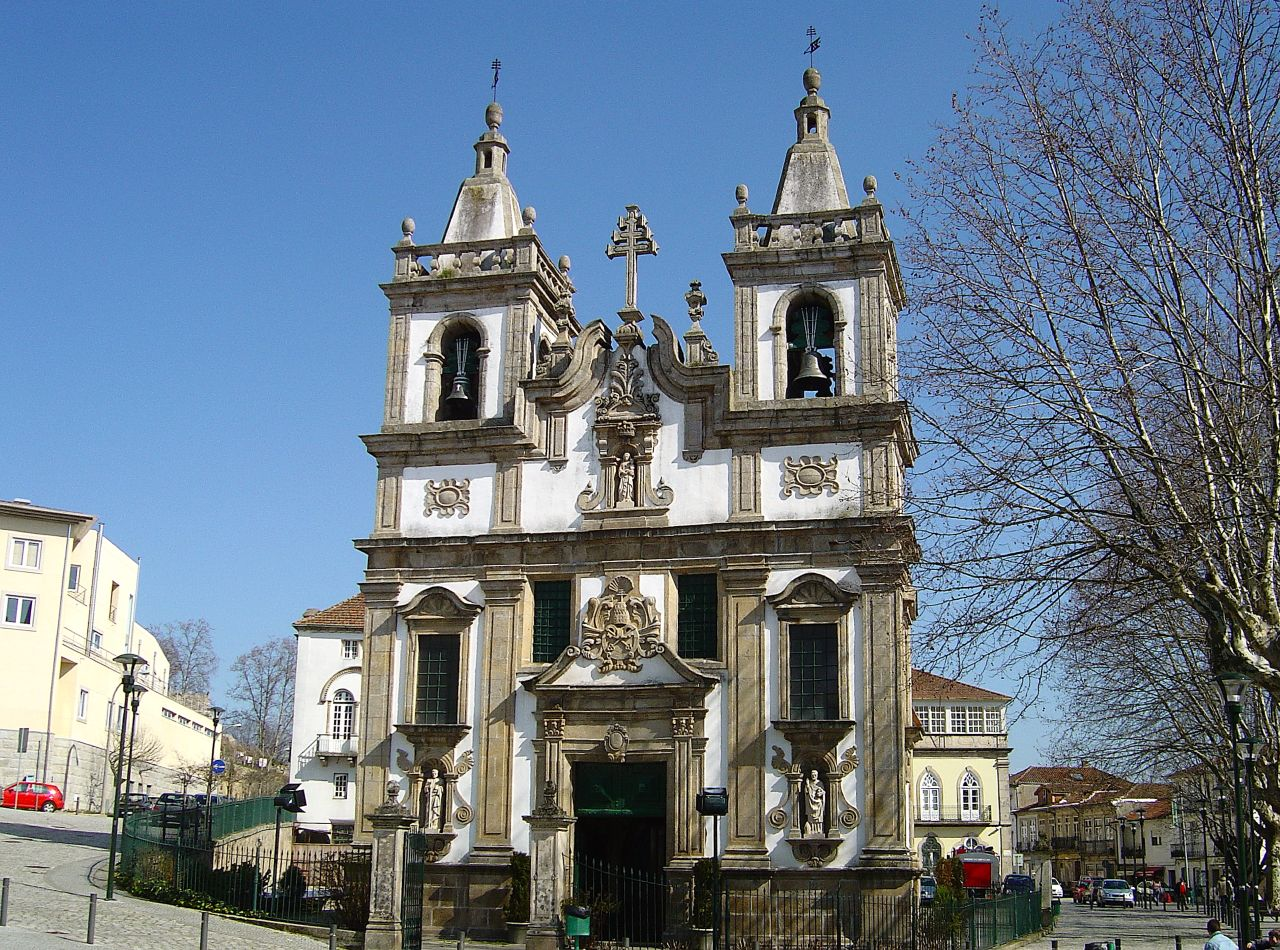
Fachada principal
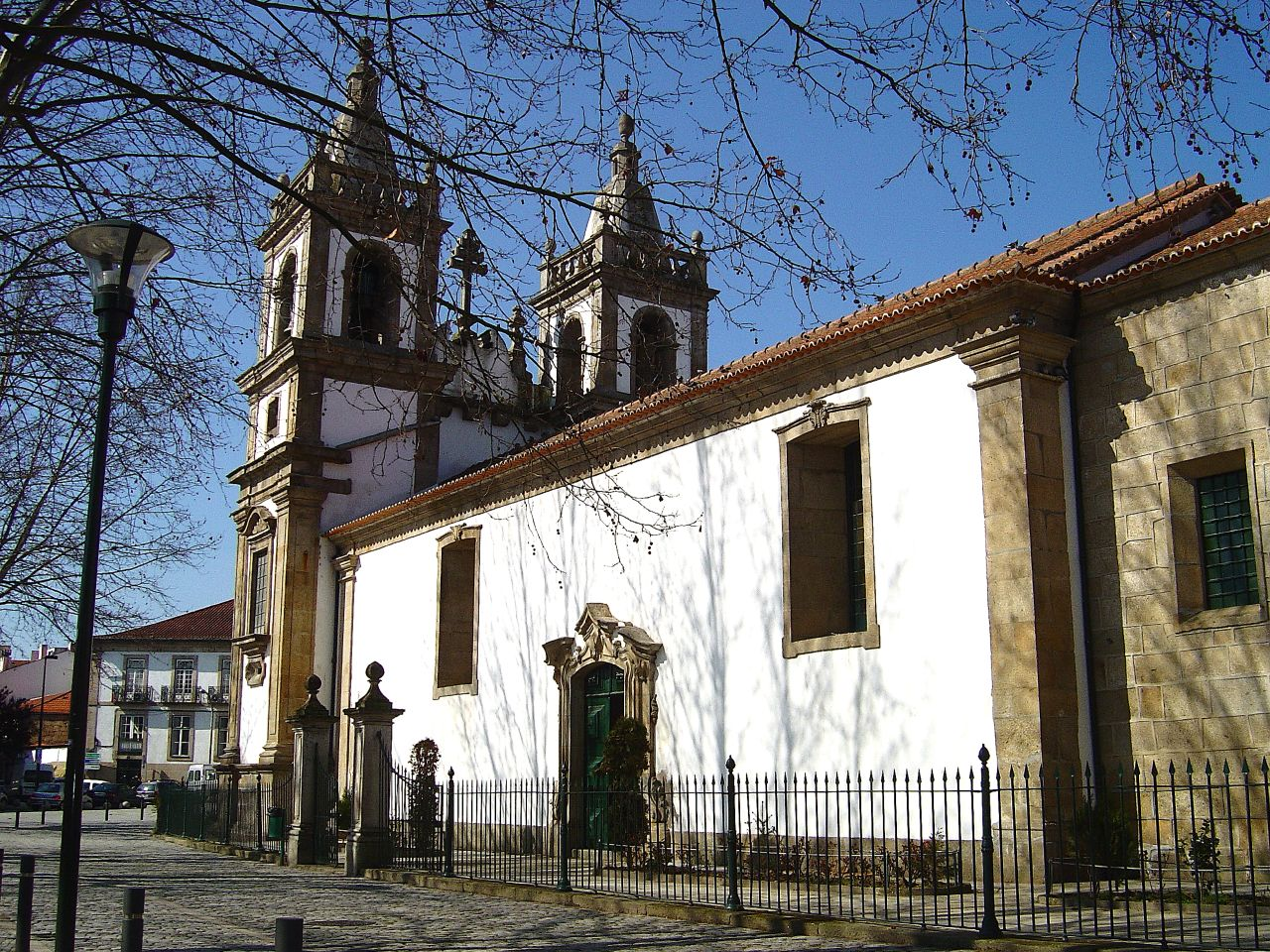
Vista lateral

## Características

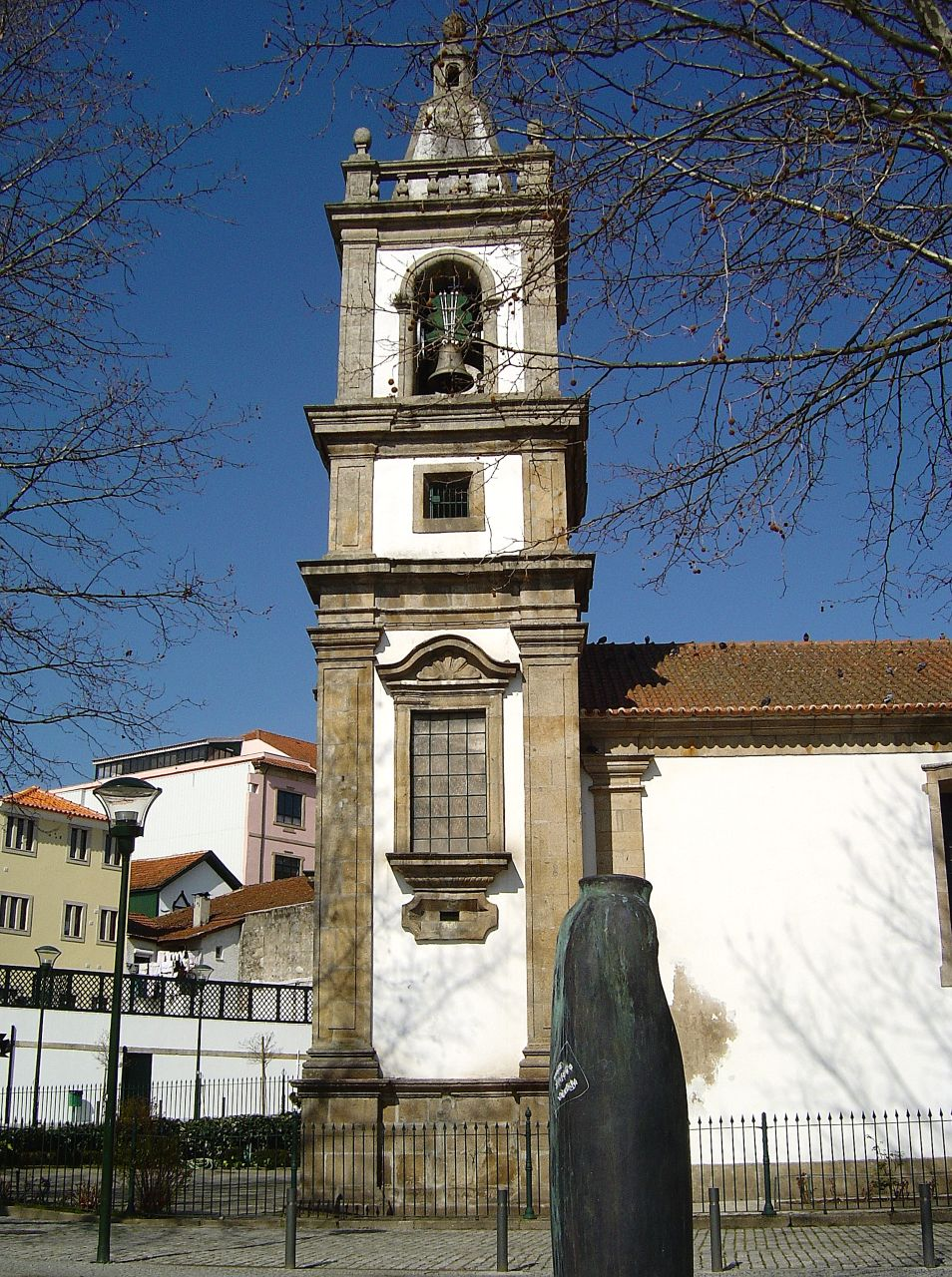
Torre sineira

A agreja apresenta exemplares de arquitetura religiosa maneirista, barroca e rococó.
A Igreja foi construída no estilo barroco de nave única, conservando no entanto a capela-mor de estrutura maneirista, com sacristia adossada à fachada lateral esquerda. A fachada principal, integrada na vertente da tipologia regional de Vila Real (de igrejas com fachadas de grande verticalidade e no sub-tipo harmónica), está ladeada com duas torres laterais e remate central em empena contracurvada interrompida.
O retábulo lateral é do estilo rococó, com duplos espaldares borromínicos. O revestimento azulejar seiscentista da capela-mor integra registos, um deles datado e identificando o doador da capela.

## Materiais
A igreja apresenta uma estrutura de cantaria granítica, aparente na capela-mor e rebocada na igreja e anexo, exterior e interiormente. O pavimento é em madeira e lajes graníticas no supedâneo da capela-mor. Os silhares e revestimento da capela-mor são em azulejos. Apresenta retábulos de talha dourada e portas, coro-alto, guarda-vento em madeira. Os vãos, molduras, pilastras, lavabo da sacristia, pia baptismal e outros elementos são em granito. cobertura interior em caixotões de talha dourada, sendo os da nave e da sacristia pintados; cobertura exterior em telha; gradeamento metálico no baptistério e adro.